# Dianne Aitken
Dianne Aitken (* 1961) ist eine kanadische Flötistin und Musikpädagogin.

## Leben
Aitken studierte an der University of Toronto bei Douglas Stewart. Weitere Lehrer waren Marcel Moyse, Greta Kraus, Pierre-Yves Artaud und ihr Vater Robert Aitken. In Europa besuchte sie Kurse am IRCAM und nahm an den Darmstädter Ferienkursen und an den Rencontres de la Chartreuse in Avignon teil. Außerdem war sie Artist in Residence im Banff Centre for Arts and Creativity. Seit 1985 unterrichtet sie am Royal Conservatory in Toronto. Außerdem unterrichtete sie u. a. an der University of Toronto und an der Glenn Gould School.
Von 1980 bis 1989 war Aitken Managerin des Music at Shawnigan Festival auf Vancouver Island. Als Jurorin wirkte sie u. a. am Windsor-Essex Kiwanis Festival und am Winnipeg Music Festival mit. Bei der National Flute Association’s Chicago Convention leitete sie das Both Sides Now – A Composers’/Performers’ Panel. Beim Contemporary Showcase Festival in Toronto ist die Cosponsorin des Aitken Award.
Als Flötistin trat Aitken in Kanada, den USA und in Europa mit der Canadian Opera Company, dem Esprit Orchestra, der Zelda Symphony of the Goddesses, dem Quattro Flute Quartet, dem Ensemble Array, im Duo mit Trevor Tureski und mit der Sopranistin Barbara Hannigan und anderen auf und nahm an Festivals in Windsor, Winnipeg, Regina, Toronto, San Antonio, Las Vegas und Chicago teil. Sie spielte u. a. Aufnahmen von Kompositionen für Flöte Henry Brants, von R. Murray Schafers The Enchanted Forest und von David Virelles’ Gnosis mit einem Kammerensemble unter Pierre Boulez ein. Selbst komponierte sie Lehrwerke (Learning to Skate, Loco-motif) und Kadenzen zu Kompositionen von Carl Stamitz und Wolfgang Amadeus Mozart.

## Diskographie
- ô Bali
- à la claire fontaine
- Spirit Song
- Lutoslawski conducts Lutoslawski
- Henry Brant: Music for Massed Flutes
- Tyee